# Distrito de Mamers
El distrito de Mamers es un distrito (en francés arrondissement) de Francia, que se localiza en el departamento de Sarthe, de la región de Países del Loira (en francés Pays de la Loire). Cuenta con 16 cantones y 202 comunas.

## División territorial

### Cantones
Los cantones del distrito de Mamers son:
1. Cantón de Beaumont-sur-Sarthe
2. Cantón de Bonnétable
3. Cantón de Bouloire
4. Cantón de Conlie
5. Cantón de La Ferté-Bernard
6. Cantón de La Fresnaye-sur-Chédouet
7. Cantón de Fresnay-sur-Sarthe
8. Cantón de Mamers
9. Cantón de Marolles-les-Braults
10. Cantón de Montfort-le-Gesnois
11. Cantón de Montmirail
12. Cantón de Saint-Calais
13. Cantón de Saint-Paterne
14. Cantón de Sillé-le-Guillaume
15. Cantón de Tuffé
16. Cantón de Vibraye

### Comunas
| 1. Aillières-Beauvoir (72002)           | 2. Ancinnes (72005)                     | 3. Arçonnay (72006)                   | 4. Ardenay-sur-Mérize (72007)          |
| 5. Assé-le-Boisne (72011)               | 6. Assé-le-Riboul (72012)               | 7. Les Aulneaux (72015)               | 8. Avesnes-en-Saosnois (72018)         |
| 9. Avezé (72020)                        | 10. Beaumont-sur-Sarthe (72029)         | 11. Beillé (72031)                    | 12. Berfay (72032)                     |
| 13. Bernay-en-Champagne (72033)         | 14. Bérus (72034)                       | 15. Bessé-sur-Braye (72035)           | 16. Béthon (72036)                     |
| 17. Blèves (72037)                      | 18. Boëssé-le-Sec (72038)               | 19. Bonnétable (72039)                | 20. La Bosse (72040)                   |
| 21. Bouër (72041)                       | 22. Bouloire (72042)                    | 23. Bourg-le-Roi (72043)              | 24. Le Breil-sur-Mérize (72046)        |
| 25. Briosne-lès-Sables (72048)          | 26. Champagné (72054)                   | 27. Champfleur (72056)                | 28. Champrond (72057)                  |
| 29. La Chapelle-du-Bois (72062)         | 30. La Chapelle-Huon (72064)            | 31. La Chapelle-Saint-Fray (72066)    | 32. La Chapelle-Saint-Rémy (72067)     |
| 33. Chassé (72069)                      | 34. Chenay (72076)                      | 35. Chérancé (72078)                  | 36. Chérisay (72079)                   |
| 37. Cherré (72080)                      | 38. Cherreau (72081)                    | 39. Le Chevain (72082)                | 40. Cogners (72085)                    |
| 41. Commerveil (72086)                  | 42. Conflans-sur-Anille (72087)         | 43. Congé-sur-Orne (72088)            | 44. Conlie (72089)                     |
| 45. Connerré (72090)                    | 46. Contilly (72091)                    | 47. Cormes (72093)                    | 48. Coudrecieux (72094)                |
| 49. Coulombiers (72097)                 | 50. Courcival (72102)                   | 51. Courgains (72104)                 | 52. Courgenard (72105)                 |
| 53. Crissé (72109)                      | 54. Cures (72111)                       | 55. Dangeul (72112)                   | 56. Degré (72113)                      |
| 57. Dehault (72114)                     | 58. Dissé-sous-Ballon (72116)           | 59. Dollon (72118)                    | 60. Domfront-en-Champagne (72119)      |
| 61. Doucelles (72120)                   | 62. Douillet (72121)                    | 63. Duneau (72122)                    | 64. Écorpain (72125)                   |
| 65. Évaillé (72128)                     | 66. Fatines (72129)                     | 67. La Ferté-Bernard (72132)          | 68. La Fresnaye-sur-Chédouet (72137)   |
| 69. Fresnay-sur-Sarthe (72138)          | 70. Fyé (72139)                         | 71. Gesnes-le-Gandelin (72141)        | 72. Grandchamp (72142)                 |
| 73. Gréez-sur-Roc (72144)               | 74. Le Grez (72145)                     | 75. Jauzé (72148)                     | 76. Juillé (72152)                     |
| 77. Lamnay (72156)                      | 78. Lavardin (72157)                    | 79. Lavaré (72158)                    | 80. Lignières-la-Carelle (72162)       |
| 81. Livet-en-Saosnois (72164)           | 82. Lombron (72165)                     | 83. Louvigny (72170)                  | 84. Louzes (72171)                     |
| 85. Le Luart (72172)                    | 86. Lucé-sous-Ballon (72174)            | 87. Maisoncelles (72178)              | 88. Mamers (72180)                     |
| 89. Maresché (72186)                    | 90. Marollette (72188)                  | 91. Marolles-les-Braults (72189)      | 92. Marolles-lès-Saint-Calais (72190)  |
| 93. Les Mées (72192)                    | 94. Melleray (72193)                    | 95. Meurcé (72194)                    | 96. Mézières-sur-Ponthouin (72196)     |
| 97. Mézières-sous-Lavardin (72197)      | 98. Moitron-sur-Sarthe (72199)          | 99. Moncé-en-Saosnois (72201)         | 100. Monhoudou (72202)                 |
| 101. Montaillé (72204)                  | 102. Montigny (72207)                   | 103. Montmirail (72208)               | 104. Montreuil-le-Chétif (72209)       |
| 105. Mont-Saint-Jean (72211)            | 106. Moulins-le-Carbonnel (72212)       | 107. Nauvay (72214)                   | 108. Neufchâtel-en-Saosnois (72215)    |
| 109. Neuvillalais (72216)               | 110. Neuvillette-en-Charnie (72218)     | 111. Neuvy-en-Champagne (72219)       | 112. Nogent-le-Bernard (72220)         |
| 113. Nouans (72222)                     | 114. Nuillé-le-Jalais (72224)           | 115. Oisseau-le-Petit (72225)         | 116. Panon (72227)                     |
| 117. Parennes (72229)                   | 118. Peray (72233)                      | 119. Pezé-le-Robert (72234)           | 120. Piacé (72235)                     |
| 121. Pizieux (72238)                    | 122. Montfort-le-Gesnois (72241)        | 123. Préval (72245)                   | 124. Prévelles (72246)                 |
| 125. La Quinte (72249)                  | 126. Rahay (72250)                      | 127. René (72251)                     | 128. Rouessé-Fontaine (72254)          |
| 129. Rouessé-Vassé (72255)              | 130. Rouez (72256)                      | 131. Roullée (72258)                  | 132. Rouperroux-le-Coquet (72259)      |
| 133. Ruillé-en-Champagne (72261)        | 134. Saint-Aignan (72265)               | 135. Saint-Aubin-de-Locquenay (72266) | 136. Saint-Aubin-des-Coudrais (72267)  |
| 137. Saint-Calais (72269)               | 138. Saint-Calez-en-Saosnois (72270)    | 139. Saint-Célerin (72271)            | 140. Sainte-Cérotte (72272)            |
| 141. Saint-Christophe-du-Jambet (72273) | 142. Saint-Corneille (72275)            | 143. Saint-Cosme-en-Vairais (72276)   | 144. Saint-Denis-des-Coudrais (72277)  |
| 145. Saint-Georges-du-Rosay (72281)     | 146. Saint-Georges-le-Gaultier (72282)  | 147. Saint-Germain-sur-Sarthe (72284) | 148. Saint-Gervais-de-Vic (72286)      |
| 149. Saint-Hilaire-le-Lierru (72288)    | 150. Saint-Jean-des-Échelles (72292)    | 151. Saint-Léonard-des-Bois (72294)   | 152. Saint-Longis (72295)              |
| 153. Saint-Maixent (72296)              | 154. Saint-Marceau (72297)              | 155. Saint-Mars-de-Locquenay (72298)  | 156. Saint-Mars-la-Brière (72300)      |
| 157. Saint-Martin-des-Monts (72302)     | 158. Saint-Michel-de-Chavaignes (72303) | 159. Sainte-Osmane (72304)            | 160. Saint-Ouen-de-Mimbré (72305)      |
| 161. Saint-Paterne (72308)              | 162. Saint-Paul-le-Gaultier (72309)     | 163. Saint-Pierre-des-Ormes (72313)   | 164. Saint-Rémy-de-Sillé (72315)       |
| 165. Saint-Rémy-des-Monts (72316)       | 166. Saint-Rémy-du-Val (72317)          | 167. Saint-Rigomer-des-Bois (72318)   | 168. Sainte-Sabine-sur-Longève (72319) |
| 169. Saint-Symphorien (72321)           | 170. Saint-Ulphace (72322)              | 171. Saint-Victeur (72323)            | 172. Saint-Vincent-des-Prés (72324)    |
| 173. Saosnes (72326)                    | 174. Sceaux-sur-Huisne (72331)          | 175. Ségrie (72332)                   | 176. Semur-en-Vallon (72333)           |
| 177. Sillé-le-Guillaume (72334)         | 178. Sillé-le-Philippe (72335)          | 179. Sougé-le-Ganelon (72337)         | 180. Soulitré (72341)                  |
| 181. Souvigné-sur-Même (72342)          | 182. Surfonds (72345)                   | 183. Tennie (72351)                   | 184. Terrehault (72352)                |
| 185. Théligny (72353)                   | 186. Thoigné (72354)                    | 187. Thoiré-sous-Contensor (72355)    | 188. Thorigné-sur-Dué (72358)          |
| 189. Torcé-en-Vallée (72359)            | 190. Tresson (72361)                    | 191. Le Tronchet (72362)              | 192. Tuffé (72363)                     |
| 193. Valennes (72366)                   | 194. Vancé (72368)                      | 195. Vernie (72370)                   | 196. Vezot (72372)                     |
| 197. Vibraye (72373)                    | 198. Villaines-la-Carelle (72374)       | 199. Villaines-la-Gonais (72375)      | 200. Vivoin (72380)                    |
| 201. Volnay (72382)                     | 202. Vouvray-sur-Huisne (72383)         |                                       |                                        |